# 韓雨 (カーリング選手)
韓 雨（かん う、中国語: 韩雨、2000年10月6日 - ）は、中華人民共和国のカーリング選手。

## 経歴
2000年10月6日に山東省で生まれ、両親とともに北京市懐柔区へ移住した。小学校では、身長の高さからバスケットボールを勧められたが、練習中に指を負傷したため両親によって止められた。しかし、現在でもバスケットボールを趣味としており、尊敬する人物としてコービー・ブライアントを挙げている。カーリングを始めたのは、北京市懐柔区第五中学入学後の12歳のときである。最初はカーリングという競技については何も知らず、興味本位で挑戦しただけだったが、1度講習を受けただけでコーチからチームのキャプテンに指名された。中学卒業後は、より専門的なトレーニングを希望し、北京世紀星スケートクラブに加入して本格的にカーリング競技へ打ち込むようになった。
2016年、ノルウェー・リレハンメルで開催されたユースオリンピックのカーリングNOC混合ダブルスに中国代表選手として出場し、イギリスのロス・ホワイトとペアを組んで2位を獲得した。2019年2月には、カナダ・リヴァプールで開催された世界ジュニア選手権に、中国代表チームのフォースとして初出場を果たした。この大会では、予選を8勝1敗で1位通過したが、準決勝でロシアに、三位決定戦でスイスに敗れたため、4位に終わった。11月には、中国・深圳市で開催されたパシフィックアジアカーリング選手権大会に出場した。この大会では、スキップとして中国代表チームを率い、決勝で日本代表チームを破って優勝を遂げた。これにより、2020年の世界女子カーリング選手権大会への出場が決定したが、新型コロナウィルス感染症の流行によって選手権大会は中止となった。
2021年、カナダ・カルガリーで開催された世界女子カーリング選手権大会に出場した。自身初の世界選手権大会出場であり、スキップとして中国代表チームを率いたものの、6勝7敗で予選を突破できず10位に終わった。2022年、自国で開催される北京オリンピックのカーリング競技に、女子代表チームのスキップとして出場した。

## チーム

### 4人制
| シーズン | スキップ         | サード             | セカンド | リード | リザーブ | コーチ                                | 出場大会          |
| -------- | ---------------- | ------------------ | -------- | ------ | -------- | ------------------------------------- | ----------------- |
| 2018–19  | 韓雨（フォース） | 姜嘉怡（スキップ） | 趙芮伊   | 尚怡寧 | 丁悦心   | ペリー・マーシャル                    | WJCC 2019（4位）  |
| 2019–20  | 韓雨             | 張麗君             | 姜馨迪   | 趙芮伊 | 于佳新   | マルコ・マリアーニ ソーレン・グラーン | PACC 2019         |
| 2019–20  | 韓雨             | 張麗君             | 姜馨迪   | 于佳新 | 董子斉   | マルコ・マリアーニ                    |                   |
| 2020–21  | 韓雨             | 董子斉             | 張麗君   | 姜馨迪 | 焉会     | マルコ・マリアーニ ソーレン・グラーン | WWCC 2021（10位） |
| 2021–22  | 韓雨             | 王芮               | 董子斉   | 張麗君 | 姜馨迪   | マルコ・マリアーニ ソーレン・グラーン |                   |

### 混合
| シーズン | スキップ | サード | セカンド | リード   | コーチ    | 出場大会          |
| -------- | -------- | ------ | -------- | -------- | --------- | ----------------- |
| 2015–16  | 杜泓鋭   | 趙芮伊 | 張文欣   | 韓雨     | 柳蔭      | WYOG 2016（11位） |
| 2017–18  | 劉斯佳   | 凌智   | 韓雨     | 王瑋昊平 | Xu Lingli | WMxCC 2017（9位） |

### 混合ダブルス
| シーズン | 男子           | 女子 | 出場大会  |
| -------- | -------------- | ---- | --------- |
| 2015–16  | ロス・ホワイト | 韓雨 | WYOG 2016 |